# 三町 (高山市)

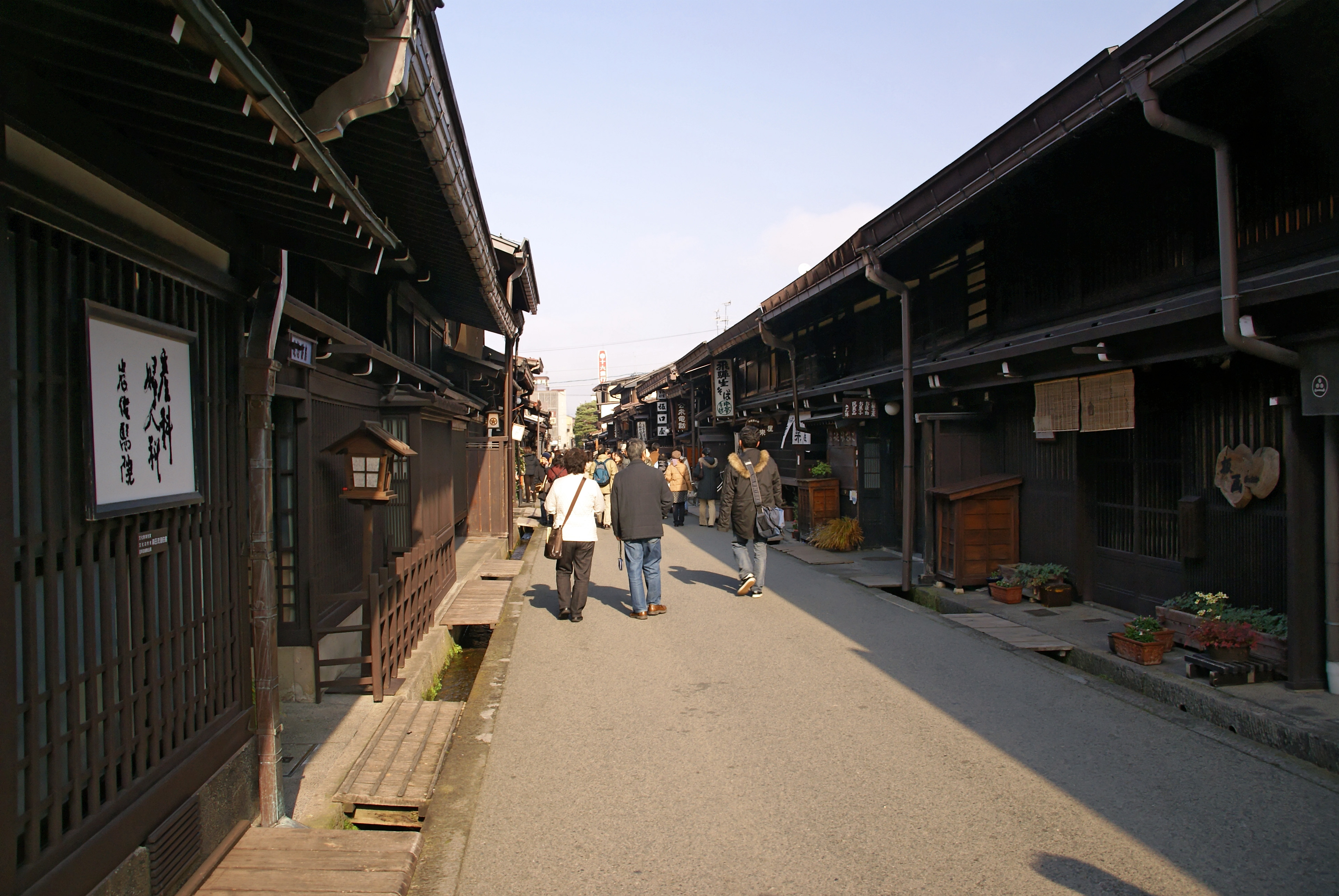
三町の街並み（上三之町）

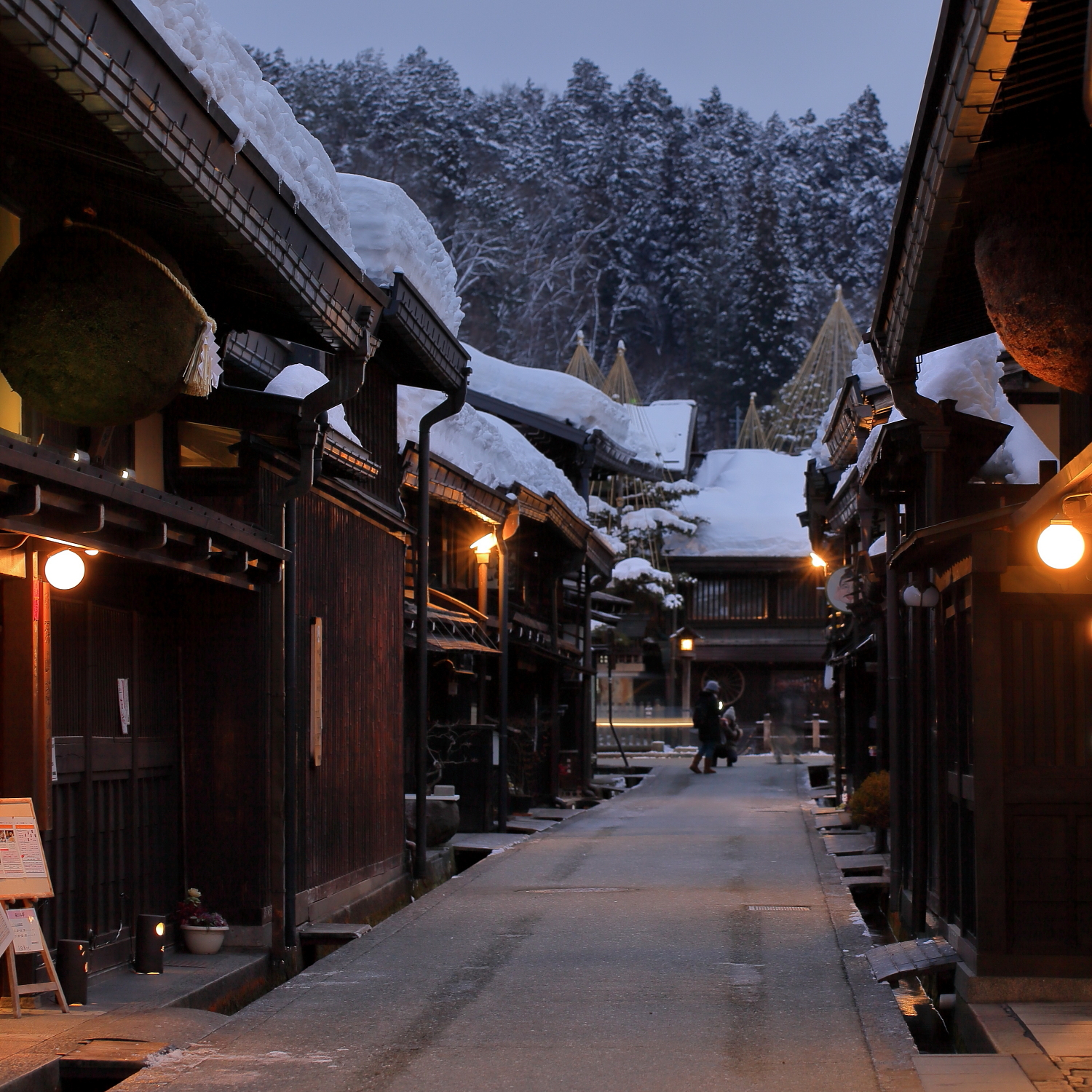
宵の頃（上三之町）

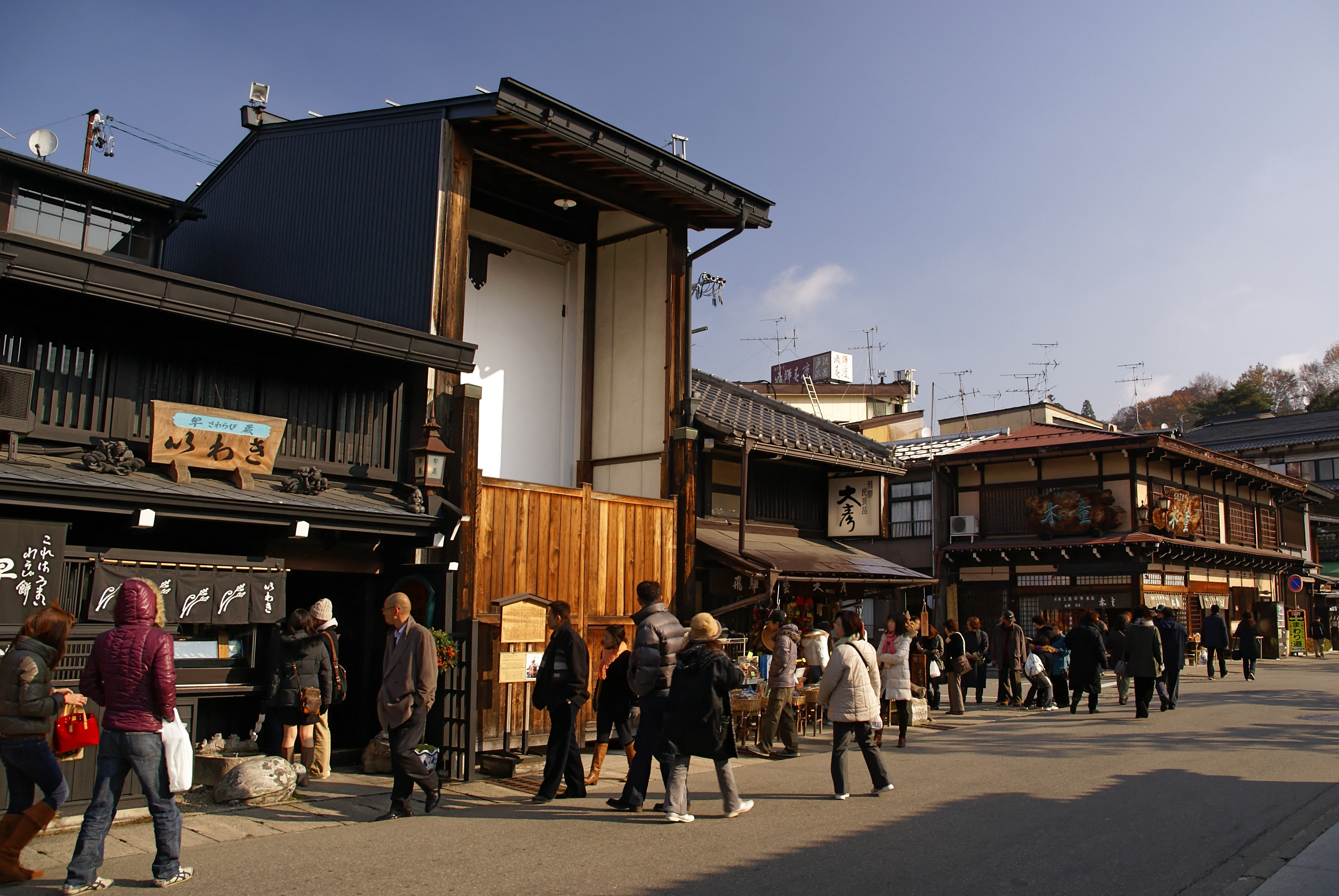
高山祭りの屋台蔵（上二之町最南部）

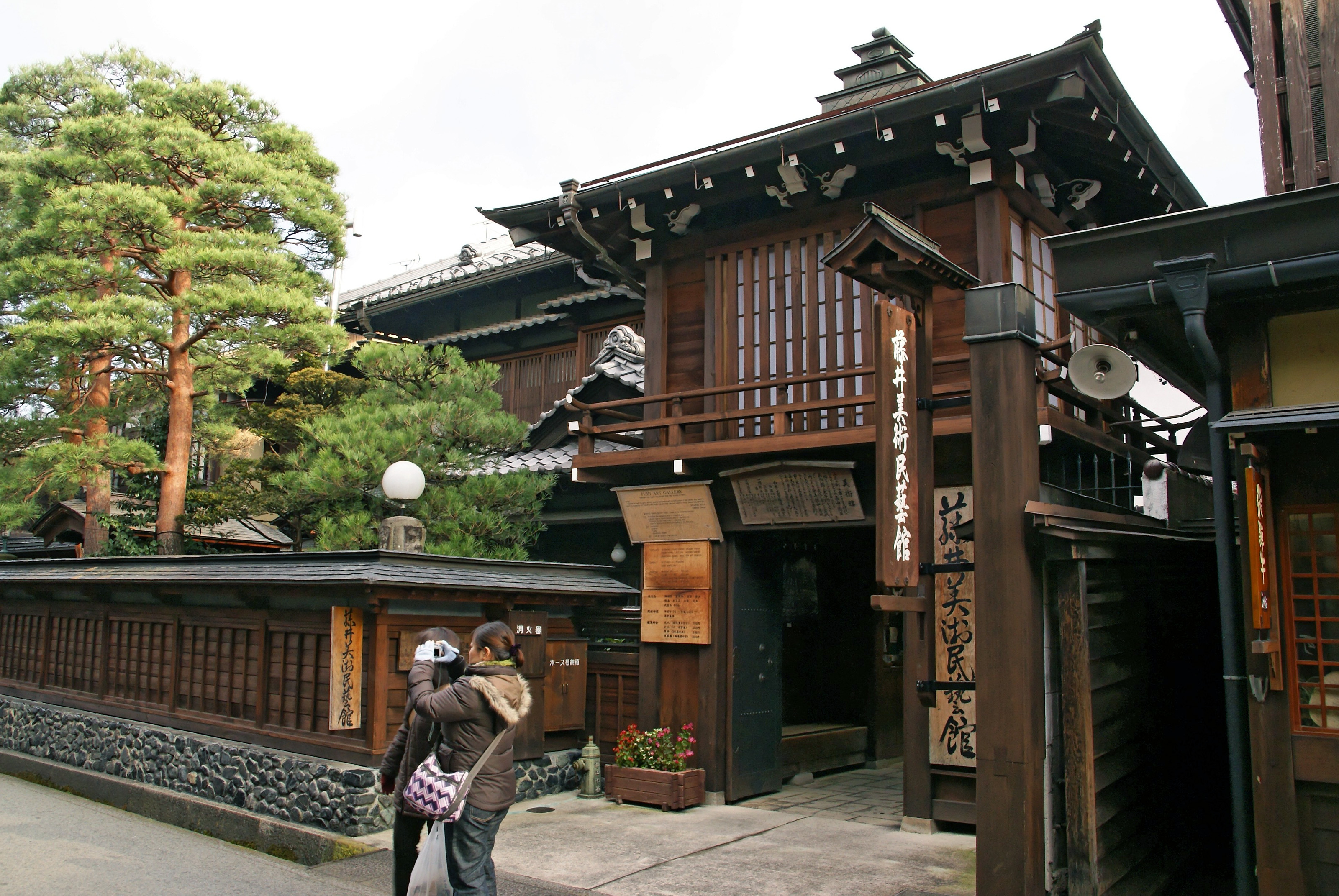
藤井美術民芸館（上三之町）

三町（さんまち）は、岐阜県高山市の伝統的建造物群保存地区の名称。上三之町、上二之町、上一之町、片原町、神明町4丁目に跨る東西約150m、南北約420mの区域。通称として平仮名でさんまち通りと表記されることが多い。

## 概要
高山市の中心部、宮川の東側に位置する。江戸時代、金森長近が整備した城下町の商家町にあたる区域である。高山は元禄5年（1692年）幕府直轄領となり、高山城は加賀藩主前田綱紀の預かりとなった後、元禄8年（1695年）に破却された。以後、旧城下町は町人地となり、飛騨地方の商業の中心地として栄えた。伝統的建造物群保存地区は宮川に並行して南北に延びる上三之町・上二之町の通りを中心に、北の下二之町、西の片原町、南の神明町4丁目にまたがっている。地区内には江戸時代後期から明治時代にかけての和風建築が数多く残されている。1973年（昭和48年）と1974年（昭和49年）の奈良国立文化財研究所の調査を経て、1979年（昭和54年）に高山市三町伝統的建造物群保存地区の名称で国の重要伝統的建造物群保存地区として選定された。1997年（平成9年）には、選定区域が拡大され、片原町南部、上二之町南部、神明町4丁目の一部が追加された。
また、2004年（平成16年）には下二之町・大新町地区が追加選定され、2007年（平成19年）電線地中化工事がなされた。

## 高山市三町伝統的建造物群保存地区データ
- 市条例による保存地区決定 - 昭和52年3月30日（高山市伝建地区保存条例制定）
- 国による選定年月日 - 昭和54年2月3日
- 追加選定年月日 - 平成9年5月29日
- 区域 - 上三之町の一部、上二之町の一部、片原町の一部、神明町4丁目の一部。
- 時代 - 江戸時代～明治時代
- 面積 - 約4.4ha（南北約420m、東西約150m）
- 保存計画によって特定されている伝統的建造物 - 民家、土蔵等の建築物172棟、その他の工作物（秋葉様）2件

## 高山市下二之町大新町地区伝統的建造物群保存地区データ
- 区域2 - 下二之町の一部、大新町の一部
- 追加選定年月日 - 平成16年
- 時代 - 江戸時代～明治時代
- 面積
- 保存計画によって特定されている伝統的建造物 - 民家、土蔵等の建築物、その他の工作物（秋葉様）

## 地区内の名所
- 藤井美術民芸館
- 高山市政記念館

## 町並保存会
高山の町並保存会は、全部で12の伝統的建造物群保存地区（伝建地区）にある町並・景観保存会と１3の景観保全地区の町並・景観保存会に分かれ、21（上二之町・上三之町・片原町・神明町区域には両方にまたがる区域がある）の保存会それぞれが各地域の町並保全活動を行っている。年に一度、景観町並保存連合会（以下　連合会）の総会が7月に行われ、一年間の行事の計画や予算・決算の承認がなされている。
活動は、連合会に町並保存部会・広報部会・子供伝承部会が置かれ、町並保存部会では、研修活動のほか景観にふさわしい建物かどうかの審査。景観にふさわしくない建物・構築物の指導などを行っている。広報部会では、そこに住居する人たちへやそれ以外のエリアへの保存活動の発信を行っている。子供伝承部会では、子供たちへの啓発を考え、年に一度「ご朱印めぐり」などの事業を行っている。また、連合会では年に一度、懇親と研修を兼ねて、日本国内の他地域の保存会活動や地区活動を勉強するために旅行を計画し、1泊2日の研修会を計画している。
また、それぞれの景観・町並保存会では、景観保全活動のほか、花いっぱい運動、景観保全促進運動、研修活動、防火訓練などさまざまな地域に適合した活動を行っている。
伝統的建造物群保存地区は高山市文化財課の管轄。景観・町並保存地区は高山市の都市整備課の管轄となっており、それぞれ補助金の金額が異なる。

## 町並保存会の組織
基本的に屋台組・町内会などからなっており、そこに住居する人たち（屋台組単位）によって組織されている。

### 1）伝統的建造物群保存地区の町並保存会・景観保存会
- ①越中街道 町保（大新町2・3丁目　八幡鳳凰台組の一部）
- ②大新町1丁目3班 町保（大新町1丁目　八幡鳳凰台組の一部）
- ③豊明台組 町保（大新町2丁目　豊明台組）
- ④浦島台組 町保（大新町1丁目　浦島台組）
- ⑤船鉾台組 町保（下二之町　船鉾台組）
- ⑥神馬台組 町保（下二之町　神馬台組）
- ⑦鳩峯車組 町保（下二之町　鳩峰車組）
- ⑧上三之町 町保（上三之町　龍神台組）
- ⑨上二之町 町保（上二之町　五台山組・山王鳳凰台組）
- ⑩恵比須台組 町保（上三之町　恵比須台組）
- ⑪片原町 町保（片原町　崑崗台組）
- ⑫神明町 景保（神明町4丁目　恵比須台組の一部）

### 2）景観保全地区の町並保存会・景観保存会
- A 宝珠台組 景保（下三之町　宝珠台組）
- B 下三之町中組 景保（下三之町　行神台組）
- C 下三之町上組 景保（下三之町　仙人台組）
- D 片原町 町保（片原町　崑崗台組）
- E 上三之町 町保（上三之町　龍神台組・瓢箪組・三安組）
- F 上二之町 町保（上二之町　石橋台組本組・南車台組・慶祥組）
- G 上一之町大町会 景保（上一之町下　三番叟組の一部・黄鶴台組・麒麟台組）
- H 上一之町上町保（上一之町上　三番叟台組本組・山王神楽台組本組）
- I 神明町 景保（神明町　石橋台組の一部・山王神楽台組の一部・上神明組）
- J 八幡町 景保（八幡町　八幡神楽台組の一部）
- K 寺内 景保（下一之町7班9班・鉄砲町1班3班　牛若台組・東山白山神楽台組・高山別院周辺寺院）
- L 東山 景保（若達町1・2・愛宕町・天性寺町・宗猷寺町）
- M 下一之町 景保（下一之町　布袋台組・金鳳台組・文政台組・大八台組）

### 広報部会が発行した過去の広報誌
- 創刊号　（平成25年6月発行）
- 第2号　（平成25年9月発行）
- 第3号　（平成26年1月発行）
- 第4号　（平成26年5月発行）
- 第5号　（平成26年9月発行）
- 第6号　（平成27年3月発行）
- 第7号　（平成27年8月発行）
- 第8号　（平成28年2月発行）
- 第9号P1　P2　（平成28年6月発行）
- 第10号P1　P2　（平成28年9月発行）
- 第11号P1　P2　（平成29年2月発行）
- 第12号　（平成29年9月発行）

## 備考
2004年（平成16年）に「小京都・飛騨高山の町並みを巡るみち 」として美しい日本の歩きたくなるみち500選に選定された。
2012年（平成24年）10月15日文部科学省において、保存活動を評価された全国の6団体が表彰。飛騨地域では、上三之町の住民らで組織する「恵比須台組町並保存会」と、「白川郷荻町集落の自然環境を守る会」に感謝状が贈呈、表彰された。
2015年（平成27年）4月25日、高山市の「飛騨匠（ひだのたくみ）の技・こころー木とともに、今に引き継ぐ1300年」が「日本遺産」に認定。
2016年（平成28年）12月1日、高山祭の屋台行事が全国33件で構成される「山・鉾・屋台行事」に世界遺産登録。
2017年（平成29年）4月29日30日、世界遺産登録を記念して春・秋の高山祭屋台が同時引きそろえ。イベントが開催された。

## 交通手段
- 東海旅客鉄道（JR東海）高山本線 高山駅および高山濃飛バスセンターから徒歩で約10分。